# Mbuun
Die Mbuun (auch Ambuun, Umbuun, Mambuun, Babundu, Bambundu, Mbunda, Imbuun, Embuun, Bambunda, Mumbunda, Bunda, Kimbunda, Ambunu, Babunda, Bambounda, Mboun, Mbun, Mbuns, Mbuuns, Ambunda, Ambun, Babaounda, Mbuni, Mbunu) sind eine Ethnie aus Afrika. Sie leben hauptsächlich in der Provinz Kwilu der Demokratischen Republik Kongo. Ihre Anzahl wurde 1984 auf 400.000 geschätzt, neue Schätzungen gehen von einer halben Million aus. Sie leben in einem Gebiet mit tropischem Klima mit ausgeprägten Trocken- und Regenzeiten. Traditionell war die Trockenperiode zum Fischen und Jagen geeignet. Die Niederschläge in der Regenperiode sind so stark, dass die Landwirtschaft eingeschränkt wird. Die Mbuun sprechen eine Bantusprache.
Die Mbuun sind unterteilt in 28 Clans jeweils mit eigener Geschichte. Die meisten dieser Clans weisen ihren Ursprung aus dem Nordwesten aus. Das politische System kam ohne eine zentrale Führungsfigur z. B. König aus. Die Mbuun waren ab dem 17. Jahrhundert in der Kuba-Föderation. Shyaam aMbul aNgoong, der erste König des Kuba-Föderation, übernahm einige kulturelle Eigenschaften der Mbuun so z. B. die Herstellung von Bekleidung aus Raphia. Auch war die Hauptstadt der Kuba war von den Ortschaften der Mbuun inspiriert.